# Tripyla affinis
Tripyla affinis är en rundmaskart. Tripyla affinis ingår i släktet Tripyla och familjen Tripylidae. Arten är reproducerande i Sverige. Inga underarter finns listade i Catalogue of Life.